# Sellent
Sellent è un comune spagnolo di 474 abitanti situato nella comunità autonoma Valenciana.